# ناظم نعيم
لولا ناظم نعيم لما تخلد المطرب ناظم الغزالي بروعته الفنية المتجددة عبر السنين"
ناظم نعيم سلمو، المولود في بغداد بتاريخ 1 / 7 / 1925 لعائلة عشقت الموسيقى وتعايشت معها بمستوى الحرفة؛ كان والده (نعيم سلمو) عازف كمان مقتدر عمل طويلاً عازفاً ورئيساً في مختلف الفرق الموسيقية العراقية الرائدة، فنشأ ناظم نعيم منذ صغره في أجواء النغم، ليأخذ في بداية أمره زِمام الكمان والعود محرِّكاً أصابع يده الناعمة فوق الأوتار، مستخرجاً الأنغام الشائعة: وبهذا كان الوالد معلِّمه الأول. وكذلك عمّه شاكر كان عازفاً للعود.
عمل في دار الإذاعة العراقية عام 1943 كعازف للكمان وساهم بشكل فعال بتطوير التراث اللحني البغدادي وكون مع الشاعر جبوري النجار والمطرب ناظم الغزالي والموسيقي جميل بشير مجموعة فنية رائعة أخرجت للذوق العام أجمل أغاني المطرب ناظم الغزالي الذي تعرف عليه الملحن ناظم نعيم في فرقة الموشحات الأندلسية التي كان يشرف عليها الشيخ علي درويش والموسيقار روحي الخماش
الذي قال عنه...لقد وجدت في ناظم الميل الشديد في تأدية المقام العراقي عندما سمعته يؤدي أول مره مقام الحويزاوي وبدأت اعطي له
الحاني...
فجاءت أغاني المطرب ناظم الغزالي بمزاوجة التراث والمعاصرة بين الآلة الغربية والشرقية فمن خبرة الموسيقار الكبير جميل بشير في التوزيع الموسيقي والحان ناظم نعيم المشبعة بالتراث البغدادي والكلمة السهلة والواضحة والمعبرة، التي كتبها الشاعر جبوري النجار، هذا الثلاثي الذي قدم روائع مثل «طالعة من بيت أبوها» و«ما أريده الغلوبي» و«أحبك وأحب كلمن يحبك» و«فوك النخل» و«يم العيون السود» مروا علي الحلوين، والتي يرجع فضل انتشارها إلى خروج ناظم الغزالي عن الأصول المتبعة التقليدية في الأداء والغناء.
تزوج ناظم نعيم من المطربة نرجس شوقي وقدم لها بعض الالحان كما قدم الحانة للمطربات في فترة الخمسينيات : وحيدة خليل وأحلام وهبي ومائدة نزهت وعفيفة اسكندر
والمشهور من الاغاني التي قدمها الملحن ناظم نعيم:
1. جميع أغاني المطرب ناظم الغزالي
2. المطربة أحلام وهبي (هاي من الله قسمتي) (عندي هدية للولف) واغنية الله الله من عيونك
3. مائدة نزهت في أول أغانيها الروح محتارة وأغنية كالو حلو وغيرها
4. فؤاد سالم من نغم المخالف أعاتب والعتب سكتة
5. المطرب سعدي البياتي أغنية أنا بيدي جرحت ايديه
6. المطرب صلاح عبد الغفور
7. عفيفة اسكندر لحن قصيدة تعيش أنت وتبقى

ارتحل ناظم نعيم إلى أميركا منذ عام 1982 ليستقر وعائلته في مشيغان، يمارس العزف بين الحين والآخر، لكنه يستكين للهدوء – كما هي عادته – بعيداً عن الأضواء، مستعيناً بالمطالعة والاستماع إلى الموسيقى، والحديث مع بعضٍ من أصدقائه، وبخاصة زملاء الفن من جيله الذين عاصروه أمثال فؤاد ميشو وعبد الكريم بدر.

## الوفاة
توفي الموسيقي ناظم نعيم في ميشيغان في يوم 23 أبريل عام 2020 بعد صراع طويل مع المرض.